# Yuri Bashkatov
Yuri Bashkatov (en russe : Ю́рий Башка́тов, Iouri Bachkatov ; en roumain : Iurie Bașcatov), né le 20 juin 1968 à Chișinău (République socialiste soviétique moldave, URSS) et mort le 3 septembre 2022 au Chili, est un nageur soviétique qui a remporté deux médailles olympiques.

## Palmarès

### Jeux olympiques
- Jeux olympiques de 1988 à Séoul (Corée du Sud) :
  -  Médaille d'argent sur le relais 4 × 100 m nage libre

- Jeux olympiques de 1992 à Barcelone (Espagne) :
  -  Médaille d'argent sur le relais 4 × 100 m nage libre

### Championnats du monde
- Championnats du monde 1991 à Perth (Australie)
  -  Médaille de bronze sur le relais 4 × 100 m nage libre

### Championnats d'Europe
- Championnats d'Europe 1989 à Bonn (Allemagne de l’Ouest) : 
  -  Médaille d'or du relais 4 × 100 m 4 nages ;
  -  Médaille d'argent du 100 m nage libre.